# Yoshida Brothers II
Yoshida Brothers II é o segundo álbum internacional, e o sexto álbum, da carreira do premiado duo japonês Yoshida Brothers. Foi lançado em 2004.
No Japão, este álbum foi lançado em 2003 com o nome de Frontier, que é o quarto álbum de estúdio da banda.
A canção "Kodo (Inside the Sun Remix)" fez a banda ficar mundialmente conhecida após ser usada no comercial do Nintendo Wii.

## Faixas
01.Frontier - 5:34
	
02.Gales of Wind (Hayate) - 5:05
	
03.Mirage (Shinkiro) - 5:21	

04.Lullaby of Takeda (Takeda No Komoriuta) - 4:27
	
05.Kodo - 3:43
	
06.Indigo - 5:17
	
07.Kagero - 5:03
	
08.Evening Calm (Yuunagi) - 4:25
	
09.Nikata - 4:33
	
10.Old/New "Modern" Third Movement - 2:18	

11.Arigato - 4:12
	
12.Kodo (Inside the Sun Remix) - 6:44

## Desempenho em Paradas Musicais

### Álbum
| Ano  | Álbum    | Ranking | Posição | Ref.  |
| ---- | -------- | ------- | ------- | ----- |
| 2003 | Frontier | Oricon  | #230    | [ 6 ] |